# Amakpapé
 (mai 2025).
Amakpapé est un village du sud du Togo, situé dans la région Maritime, à environ 70 Km au nord de Lomé, la capitale du pays. Traversé par la route nationale 1, il constitue un carrefour commercial reliant plusieurs localités avoisinantes.

## Géographie
Amakpapé se trouve dans la région Maritime, caractérisée par un climat tropical alternant saisons sèches et pluvieuses. Le relief est globalement plat, propice aux activités agricoles et d’élevage.

## Histoire
En 2008, de fortes inondations ont détruit plusieurs infrastructures, notamment le pont d’Amakpapé, coupant la liaison entre le nord et le sud du Togo. Des travaux de réhabilitation financés par la Chine ont permis de reconstruire ces infrastructures stratégiques.

## Économie
L’économie d’Amakpapé repose principalement sur :
- l’agriculture (maïs, manioc, igname) ;
- l’élevage ;
- le commerce, facilité par sa position sur la route nationale.

## Infrastructures
Le village dispose des infrastructures suivantes :
- Transport : traversé par la route nationale 1.
- Éducation : écoles primaires et un collège[3],[4]
- Santé : un dispensaire[5],[6],[7].
- Eau et électricité : accès à l’électricité et présence de forages d’eau potable.

## Culture et société
Les habitants d’Amakpapé parlent majoritairement l’éwé et le kabyè, en plus du français, langue officielle du pays.

## Forêt Yaya
À proximité d’Amakpapé se trouve la forêt Yaya, un espace écologique de plus de 200 hectares, créé par Yaya Limdo pour promouvoir la conservation de la biodiversité. Cette forêt abrite diverses espèces végétales et animales et propose des activités comme l’apiculture, la pisciculture et l’écotourisme.